# 納普 (明尼蘇達州)
納普（英語：Knapp）是位於美國明尼蘇達州賴特縣科卡托鎮區及弗倫奇萊克鎮區的一個非建制地區。

## 地理
納普所處的海拔為高於海平面197米（即646英呎），而該地所採用的時區為UTC-6，即北美中部時區（CST）。同時該地設有夏令時間，為UTC-6調快一小時，即UTC-5（CDT）。